# پنیر پرورده

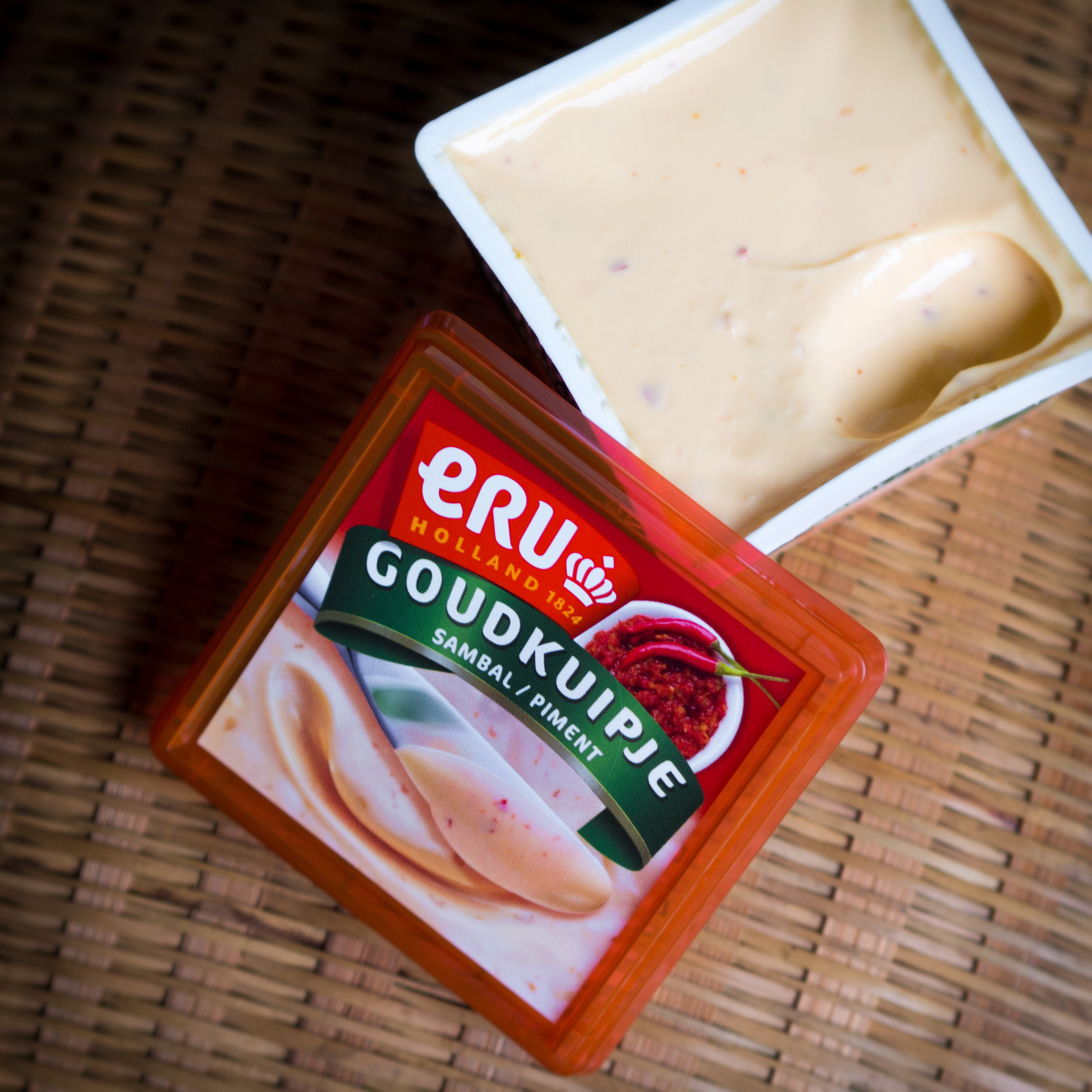
پخشینه‌ای از پنیر پرورده حاوی خمیر چیلی.

پَنیر پَروَرده یا پنیر فرآوری شده نوعی پنیر است که از خرد و مخلوط کردن و ذوب کردن انواع پنیر و نامیزه کردن آنها با نمک‌های گوناگون به دست می‌آید.
پنیرهای پرورده، علاوه بر روند پاستوریزاسیون، باز هم حرارت می‌بینند. متخصصان صنعت غذا این فراورده‌ها را چندان مناسب نمی‌دانند زیرا برای تهیه‌شان از ضایعات انواع پنیر همراه کره و خامه استفاده می‌شود. حرارتی که به پروتئین پنیر داده می‌شود، تغییراتی در پروتئین‌ها ایجاد می‌کند، به‌طوری که برخی از آنها مانند پنیر پیتزا کش می‌آیند.
پنیرهای پرورده انواعی از محصولات غذایی لبنی هستند که از پنیر معمولی و گاهی سایر مواد لبنی، به همراه امولسیفایرها (نامیزه‌سازها)، نمک اضافی، اسانس، رنگ و افزودنی‌های خوراکی تهیه می‌شود. در ایالات متحده آمریکا، نوع رایج این گونه پنیر با نام پنیر آمریکایی در فروشگاه‌ها عرضه می‌شود. گرچه پنیر پرورده برای اولین بار به سال ۱۹۱۱ میلادی توسط والتر گِربر سوئیسی تهیه شد، نخستین بار شخصی به نام جیمز ال. کرافت در سال ۱۹۱۶ برای کسب امتیاز یا حق انحصاری آن در آمریکا به‌خاطر شیوه خاص تهیه این پنیر اقدام کرد. شرکت کرافت فود نخستین پنیر ورقه‌ای پرورده را برای مصرف عموم در سال ۱۹۵۰ به بازار ارائه داد. از آن هنگام انواع مختلف پنیر اسلایس، در آمریکا همه‌گیر شد و مهم‌ترین مورد استفاده آنها در تهیه چیزبرگر و ساندویچ‌های کبابی‌شده پنیری می‌باشد.